# Phantasy Star Online
Phantasy Star Online is een actierollenspel (ARPG) dat is ontwikkeld door Sonic Team en uitgegeven door Sega in 2000 voor de Dreamcast. Het spel is in opvolgende jaren geporteerd naar Windows, GameCube en Xbox.
Het was het eerste online rollenspel voor spelcomputers waarbij men met drie andere spelers via het internet missies kon spelen, voorwerpen verzamelen en vijanden bevechten. De verhaallijn wijkt af van voorgaande Phantasy Star-spellen.
De online serie ging door met Phantasy Star Universe (2006) en het Japanse Phantasy Star Online 2 uit 2012. Ondanks dat Sega de officiële servers heeft uitgeschakeld wordt het spel nog steeds door hobbyisten in de lucht gehouden.

## Gameplay
Phantasy Star Online is een actierollenspel dat primair is gericht op samenspel via het internet. Spelers nemen de rol aan van avonturiers die de onbekende planeet Ragol kunnen verkennen. Bij de start kiest men een karakter uit verschillende rassen en klassen, met elk hun sterke en zwakke punten.
Spelers kunnen zowel online als offline spelen.

## Ontwikkeling
Eind jaren 90 groeide de populariteit van online spellen op pc's enorm. In Japan waren op dat moment spelcomputers meer in trek. Sega's topman Isao Okawa gaf daarom opdracht om een online spel te ontwikkelen voor haar Dreamcast spelcomputer. Het project kwam terecht bij spelontwikkelaar en toenmalig hoofd van Sonic Team, Yuji Naka.
Voor het team was het ontwikkelen van de netwerkfunctionaliteit een grotere uitdaging dan het spel op zich. Naka bestudeerde met name populaire spellen in die tijd, zoals Diablo, Ultima Online en EverQuest.

## Ontvangst
Phantasy Star Online ontving over het algemeen zeer positieve recensies volgens aggregatiewebsite Metacritic. Het spel kreeg een score van 89/100. In recensies prees men de gameplay en het chatsysteem. Kritiek was er op de saaie en repetitieve singleplayer modus, de camerabesturing en het verhaal.

## Trivia
Het spel is opgenomen in het boek 1001 Video Games You Must Play Before You Die van Tony Mott.